# Јосуке Кашиваги
Јосуке Кашиваги (јап. 柏木 陽介; 15. децембар 1987) јапански је фудбалер.

## Каријера
Током каријере је играо за Санфрече Хирошима и Урава Ред Дајмондс.

## Репрезентација
За репрезентацију Јапана дебитовао је 2010. године. За тај тим је одиграо 11 утакмица.

## Статистика
| Јапан  | Јапан   | Јапан  |
| Година | Наступи | Голови |
| ------ | ------- | ------ |
| 2010.  | 1       | 0      |
| 2011.  | 2       | 0      |
| 2012.  | 1       | 0      |
| 2013.  | 0       | 0      |
| 2014.  | 0       | 0      |
| 2015.  | 3       | 0      |
| 2016.  | 4       | 0      |
| Укупно | 11      | 0      |